# Península de Absherón
La península de Absherón (en azerí: Abşeron yarımadası; en ruso: Апшерон полуостров, Apsheron poluostrov; en persa: آبشوران, Abshouran‎) es una región peninsular de Azerbaiyán. Allí se encuentra Bakú, la capital del país, además de ser su mayor y más populosa ciudad, así como su área metropolitana y las ciudades satélites de Sumgait y Jirdalan.
En esta región existen tres distritos, de los cuales dos son urbanos (las ciudades de Bakú y Sumqayit) y el tercero el distrito suburbano de Absherón.
La región se extiende por 60 km en dirección al este, hacia el interior del mar Caspio, alcanzando una longitud máxima de 30 km. Aunque técnicamente ya sea la extensión más oriental de la cordillera del Cáucaso, el paisaje es apenas moderadamente accidentado, una suave planicie ondulante que termina en una estrecha península de dunas de arena conocidas como Shah Dili, y ahora convertidas en el parque nacional de Absherón. En este punto la península es rasgada por barrancos y está caracterizada por frecuentes lagos salados.

## Origen del nombre
El término Absheron tiene origen en varias palabras. Ab significa agua, shour significa salado y an es el sufijo que da el plural en la lengua persa. Así, Abshouran, que es el resultado de estas palabras, significa lugar del agua salada.

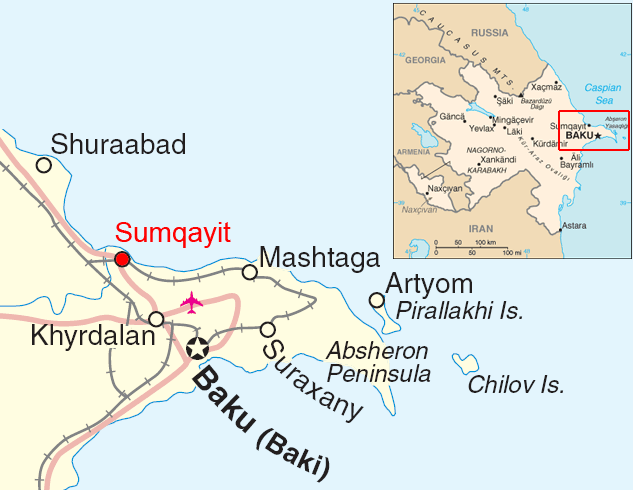

## Geografía
La península de Absheron corresponde aproximadamente al área metropolitana de Bakú, una vez que esta área metropolitana consiste en las ciudades de Bakú, Sumgayit y Jirdalan, mientras que la península de Absheron consiste en las ciudades de Bakú, Sumgayit y el distrito de Absheron, cuyo centro es Jirdalan.

## Economía
La península de Absheron fue uno de los sitios pioneros en la explotación de petróleo a nivel mundial, a partir de la década de 1870, y gran parte de sus paisajes continúan hoy marcados por torres de petróleo oxidadas. A pesar de los graves problemas de daños ambientales y polución, Absheron es conocida por sus flores, horticultura, amoras y figos. La costa norte tiene playas extensas, con poblaciones que constituyen atracciones turísticas locales.
Algunas de las personas más ricas del mundo en varias épocas se han establecido en la península de Absheron, incluyendo a Nobel y Zeynalabdin Taghiyev.